# Mostowe (Wosnessensk)
Mostowe (ukrainisch Мостове; russisch Мостовое Mostowoje) ist ein Dorf im Westen der ukrainischen Oblast Mykolajiw mit etwa 2000 Einwohnern (2001).
Das in den frühen 1790er Jahren gegründete Dorf liegt an der Territorialstraße T–15–06 und am Ufer der Tschytschyklija, 25 km südlich vom ehemaligen Rajonzentrum Domaniwka und 105 km nordwestlich vom Oblastzentrum Mykolajiw.

## Verwaltungsgliederung
Am 22. Juli 2016 wurde das Dorf zum Zentrum der neugegründeten Landgemeinde Mostowe (Мостівська сільська громада/Mostiwska silska hromada). Zu diesem zählten auch noch die 14 Dörfer Dworjanka, Hrybonossowe, Isbaschiwka, Iwaniwka, Iwano-Fedoriwka, Lidijiwka, Mykolajiwka, Oleksandriwka, Perschotrawniwka, Schewtschenko, Sucha Balka, Tscherwona Poljana, Tschernihiwka und Wessele, bis dahin bildete es zusammen mit den Dörfern Dworjanka, Mykolajiwka, Perschotrawniwka, Schewtschenko, Tscherwona Poljana, Tschernihiwka und Wessele die gleichnamige Landratsgemeinde Mostowe (Мостівська сільська рада/Mostiwska silska rada) im Süden des Rajons Domaniwka.
Am 12. Juni 2020 kamen noch die 3 Dörfer Horjanka, Kosubiwka und Nowokantakusiwka zum Gemeindegebiet.
Am 17. Juli 2020 kam es im Zuge einer großen Rajonsreform zum Anschluss des Rajonsgebietes an den Rajon Wosnessensk.
Folgende Orte sind neben dem Hauptort Mostowe Teil der Gemeinde:
| Name                     | Name             | Name                                   |
| ukrainisch transkribiert | ukrainisch       | russisch                               |
| ------------------------ | ---------------- | -------------------------------------- |
| Dworjanka                | Дворянка         | Дворянка                               |
| Horjanka                 | Горянка          | Горянка (Gorjanka)                     |
| Hrybonossowe             | Грибоносове      | Грибоносово (Gribonossowo)             |
| Iwaniwka                 | Іванівка         | Ивановка (Iwanowka)                    |
| Iwano-Fedoriwka          | Івано-Федорівка  | Ивано-Фёдоровка (Iwano-Fjodorowka)     |
| Isbaschiwka              | Ізбашівка        | Избашевка (Isbaschewka)                |
| Kosubiwka                | Козубівка        | Козубовка (Kosubowka)                  |
| Lidijiwka                | Лідіївка         | Лидиевка (Lidijewka)                   |
| Mykolajiwka              | Миколаївка       | Николаевка (Nikolajewka)               |
| Nowokantakusiwka         | Новокантакузівка | Новокантакузовка (Nowokantakusowka)    |
| Oleksandriwka            | Олександрівка    | Александровка (Aleksandrowka)          |
| Perschotrawniwka         | Першотравнівка   | Першотравневка (Perschotrawnewka)      |
| Schewtschenko            | Шевченко         | Шевченко                               |
| Sucha Balka              | Суха Балка       | Сухая Балка (Suchaja Balka)            |
| Tscherwona Poljana       | Червона Поляна   | Червоная Поляна (Tscherwonaja Poljana) |
| Tschernihiwka            | Чернігівка       | Черниговка (Tschernigowka)             |
| Wessele                  | Веселе           | Весёлое (Wessjoloje)                   |